# Comércio on-line
Comércio online (em inglês: Online shopping), também conhecido como comércio eletrônico (ou e-commerce), refere-se à compra e venda de produtos ou serviços por meio da Internet. Ele permite que consumidores comprem diretamente de vendedores via plataformas digitais, como sites, aplicativos e marketplaces.

## História
Em 1990, Tim Berners-Lee criou o primeiro servidor de World Wide Web e navegador. Aberto para uso comercial em 1991. Em 1994, outros avanços aconteceram, como o banco online e a abertura de uma loja de pizza online pela Pizza Hut. Durante o mesmo ano, a Netscape introduziu a encriptação SSL de dados transferidos online, que se tornou essencial para compras online seguras. Também em 1994, a empresa alemã Intershop introduziu seu primeiro sistema de compra online. Em 1995, a Amazon lançou seu site de compras online; e em 1996 o eBay apareceu.

## Clientes
Clientes online devem ter acesso a um computador e um método de pagamento.Em geral, níveis mais elevados de educação, renda e ocupação do chefe do agregado familiar correspondem às percepções mais favoráveis do shopping "não-loja". Além disso, a maior exposição à tecnologia aumenta a probabilidade de desenvolver atitudes favoráveis em relação a novos canais de compras.
De acordo com dados da plataforma de e-commerce Nuvemshop, nos três primeiros meses de 2024, as pequenas e médias empresas movimentaram R$ 945 milhões, um aumento de 34% em relação ao mesmo período de 2023, quando o total foi de R$ 703 milhões. 
No total, foram vendidos 15 milhões de produtos, um aumento de 16% em relação a 2023. Os segmentos de maior destaque foram:
- Moda (R$ 303,5 milhões)
- Saúde & Beleza (R$ 83 milhões)
- Acessórios (R$ 62 milhões).

Entre os estados brasileiros, São Paulo liderou as vendas com R$ 444 milhões, seguido por Minas Gerais (R$ 89 milhões) e Santa Catarina (R$ 78 milhões). 

## Logística
Consumidores encontram um produto de interesse, visitando o site do varejista diretamente ou através de pesquisa entre os fornecedores alternativos usando um serviço de comparação de preços.
Depois de um determinado produto ser encontrado no site do vendedor, mais varejistas online usam um software de carrinho de compras para permitir que o consumidor acumule vários itens e ajuste as quantidades, como encher um carrinho de compras físico ou cesta em uma loja convencional. Um processo de "fazer o checkout" segue (continuando a analogia física da loja) em que informações de pagamento e de entrega são coletadas, se necessário. Algumas lojas permitem que os consumidores se inscrevam a uma conta online permanente, para que algumas ou todas essas informações só devam ser inseridas uma vez. O consumidor muitas vezes recebe uma mensagem de confirmação quando a transação for concluída. Lojas menos sofisticadas podem recorrer aos consumidores de telefone ou e-mail suas ordens (embora números de cartão de crédito não sejam aceitos por e-mail, por razões de segurança).

## Pagamento
Compradores online normalmente usam um cartão de crédito para fazer pagamentos. No entanto, alguns sistemas permitem que os usuários criem contas e paguem por meios alternativos, tais como:
- Faturamento para telefones móveis e fixos;[4][5]
- Pagamento na entrega (C.O.D., oferecidos por poucas lojas online);
- Pix;
- Cheque;
- Cartão de débito;
- Débito direto em alguns países;
- Moeda eletrônica de vários tipos;
- Cartões de presente;
- Pagamento postal/Vale postal;
- Transferência bancária.

Alguns sites não aceitam cartões de crédito internacionais; alguns exigem tanto o endereço de cobrança do comprador quanto o endereço de entrega para ser do mesmo país em que houve a compra e ainda outros sites permitem que os clientes enviem presentes para qualquer lugar. A parte financeira de uma transação pode ser processada em tempo real (por exemplo, permitindo que o consumidor saiba se o seu cartão de crédito foi recusado antes de eles fazer logoff), ou pode ser feito mais tarde como parte do processo de atendimento.
Um fato curioso sobre meios de pagamento no e-commerce é que, no primeiro semestre de 2024, de acordo com estudo divulgado pela plataforma de e-commerce da Nuvemshop, o Pix vem se consolidando com a forma de pagamento preferida entre consumidores. 
A forma de pagamento instantânea representou quase metade de todas as compras realizadas, atingindo 46% do total. O cartão de crédito ficou em segundo lugar, com 44% dos pedidos pagos. 

## Recebimento do produto
Depois de aceitar um pagamento de produtos ou serviços, podem ser entregues das seguintes maneiras:
- Baixando: Este é o método usado frequentemente para produtos de mídia digital, como softwares, músicas, filmes ou imagens;
- Drop shipping: A ordem é passada ao fabricante, ou o terceiro distribuidor, que envia o item diretamente para o consumidor, ignorando a localização física do varejista para economizar tempo, dinheiro e espaço;
- Retirada na loja: O cliente encomenda online, encontra uma loja local utilizando o software do localizador e pega o produto na loja mais próxima. Este é o método frequentemente usado no modelo de negócio de loja física e virtual;
- Impressão: Há um fornecimento de um código; ou envio por e-mail de itens como bilhetes de admissão e scrip (p. ex., certificados de presente e cupons). Os bilhetes, códigos ou cupons podem ser trocados nas instalações físicas ou online apropriadas; e seus conteúdos analisados para verificar sua eligibility (por exemplo, garantias de que o direito de admissão ou de uso é resgatado na hora e no lugar corretos, para o valor correto e para o número correto de usos);
- Envio: O produto é enviado ao endereço do cliente ou de um terceiro designado pelo cliente;
- Chamará: ou "na porta": O patrono pega pré-adquirido bilhetes para um evento, tal como um jogo, evento esportivo ou concerto, apenas antes do evento ou antecipadamente. Com o aparecimento dos sites de Internet e comércio eletrônico, que permitem que os clientes possam comprar bilhetes online, aumentou a popularidade deste serviço.

## Sistemas de carrinho de compras
- Sistemas simples permitem a administração offline de produtos e categorias. A loja é gerada como arquivos HTML e gráficos que podem ser transferidos para um espaço na Web. Estes sistemas não usam um banco de dados online;
- Uma solução high-end pode ser comprada ou alugada como um programa autônomo ou um complemento a um programa de planejamento de recursos empresariais. Ele normalmente é instalado no servidor Web da empresa; e pode integrar a existente na cadeia de abastecimento para que ordenem que pagamento, entrega, contabilidade e armazenagem possam ser automatizados em grande medida;
- Outras soluções permitem que o usuário registre e crie uma loja online em um portal que hospeda várias lojas ao mesmo tempo;
- Pacotes de carrinho de compras de fonte aberta incluem plataformas avançadas, tais como Interchange e desligar as soluções de prateleira, como Avactis, Satchmo, OsCommerce, Magento, Zen Cart, VirtueMart, Batavi e PrestaShop;
- Sistemas comerciais também podem ser adaptados às necessidades da loja, assim que esta não tenha que ser criada do zero. Usando uma estrutura preexistente, módulos de software para várias funcionalidades exigidas pelo web shop podem ser adaptados e combinados.

## Agregação
Sites de alto volume, como Yahoo!, Amazon.com e eBay, oferecem serviços de hospedagem para lojas online para todo tamanho de varejista. Estas lojas são apresentadas dentro de um quadro de navegação integrada. Coleções de lojas online são por vezes conhecidas como shoppings virtuais ou mercados online.

## Otimização de lojas online
O desempenho de sites é determinado pela velocidade de carregamento e exibição das páginas da web no navegador do usuário. Foi comprovado que uma maior velocidade de carregamento de um site aumenta a retenção e a lealdade dos visitantes, bem como a satisfação dos usuários, especialmente daqueles com conexão à internet lenta e dispositivos móveis. De acordo com dados recentes, um atraso de um segundo no carregamento do site pode reduzir a conversão em até 10%. Isso é uma má notícia para qualquer negócio, mas o comércio eletrônico sofre mais. Afinal, a queda nas conversões é equivalente à redução das vendas!
O desempenho do site também leva à diminuição do volume de dados transmitidos pela rede, o que, por sua vez, reduz o consumo de energia do site e seu impacto no meio ambiente.Alguns aspectos que podem influenciar a velocidade de carregamento das páginas incluem o cache do navegador/servidor, a otimização de imagens e a criptografia (por exemplo, SSL), que podem afetar o tempo necessário para renderizar as páginas. O desempenho da página da web pode ser melhorado por meio de métodos como cache em múltiplas camadas, construção leve de componentes na camada de apresentação e comunicação assíncrona com componentes do lado do servidor.
Nos últimos anos, várias métricas foram introduzidas para ajudar desenvolvedores a avaliar diferentes aspectos do desempenho de seus sites. Em 2019, o Google apresentou métricas como o tempo até o primeiro byte (TTFB), o tempo da primeira renderização de conteúdo (FCP), o tempo da primeira pintura (FP), o atraso na primeira entrada (FID), o deslocamento cumulativo de layout (CLS) e o tempo de renderização da maior parte do conteúdo (LCP). Elas permitem que os proprietários dos sites obtenham informações sobre problemas que podem afetar negativamente o desempenho, criando a impressão de que o site está lento ou travado. Outros indicadores, incluindo Request Count (número de requisições necessárias para carregar a página), DOMContentLoaded (tempo de carregamento e análise completa do documento HTML sem considerar folhas de estilo CSS, imagens etc.), Above The Fold Time (conteúdo visível sem rolagem), Round Trip Time, número de recursos que bloqueiam a renderização (como scripts, folhas de estilo), Onload Time, Connection Time, Total Page Size, ajudam a fornecer uma imagem precisa dos atrasos e lentidões que ocorrem em nível de rede, os quais podem desacelerar o funcionamento do site.